# Wapen van Hemmen

Het wapen van Hemmen

Het wapen van Hemmen werd op 20 juli 1816 per besluit door de Hoge Raad van Adel aan de Gelderse gemeente Hemmen bevestigd. Vanaf 1 juli 1955 is het wapen niet langer als gemeentewapen in gebruik omdat de gemeente Hemmen in delen opging in de gemeenten Valburg en Dodewaard. In het Wapen van Valburg per 1964 is het wapen van Hemmen als kwartier opgenomen. Vanaf 2001 ging de gemeente Valburg op haar beurt op in gemeente Overbetuwe. In het wapen van Overbetuwe is in de rechterhelft het wapen van Hemmen opgenomen.

## Blazoenering
De blazoenering van het wapen luidt als volgt:
Geëchequeteerd van lazuur en goud van 42 vakken, in de regter bovenhoek een franc quartier van Hermynen.
In de heraldiek wordt het wapen beschreven van achter het schild, waardoor links en rechts voor de toeschouwer verwisseld zijn.

## Verklaring
Het wapen is afgeleid van het wapen van familie Van Heumen, indertijd bezitters van de heerlijkheid Hemmen. Het betreft hier een typisch heerlijkheidswapen, dat in het schaakbord een aanduiding van het gebied geeft en met het vakje hermelijn het heerlijk gezag aantoont.

## Verwante wapens

Heer van Hemmen Wapenboek Gelre
Wapen van de heerlijkheid Hemmen
Wapen van Valburg
Wapen van Overbetuwe